# ووکوف سابور
ووکوف سابور (به صربی: Vukov sabor) یک رویداد تکراری در صربستان است.